# Мови поліфункційні поліетнічні
Поліфункційні поліетнічні мови — це мови, що зі своєї етнічної території поширилися на землі інших етносів, цілком витіснивши мови цих етносів. Поліфункційна поліетнічна мова приречена на розпад, оскільки кожен етнос, що оволодів нею, зрештою переробляє її на свій лад, витворює свою мову. Такою є латинська мова, яка породила цілу групу романських мов, а сама стала мертвою. Однак, навіть будучи мертвою, використовувалася й використовується досі, адже має багату літературу. Якщо мова цього типу не мала писемності, як, наприклад, праслов'янська, то вона просто відмирала, продовжившись у своїх нащадках — живих мовах (слов'янських).